# Kimura (Mondkrater)
Kimura ist ein Einschlagkrater auf der Mondrückseite.

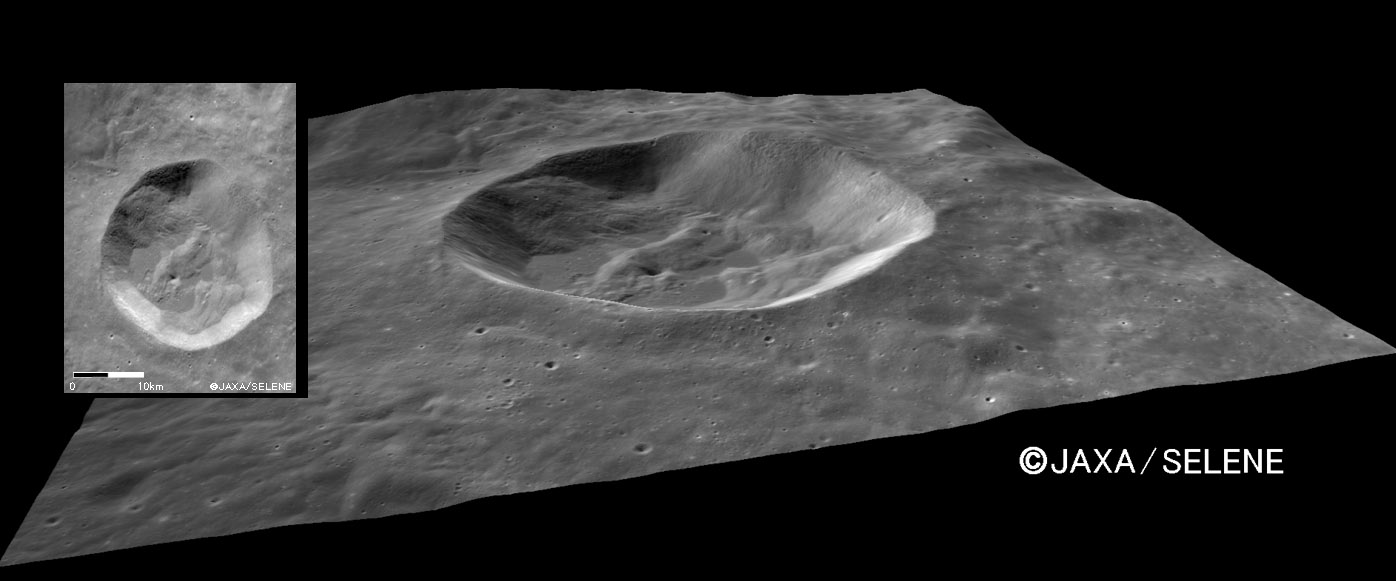
Kaguya-Aufnahme

Der Krater Kimura liegt im Süden der erdabgewandten Seite, westlich des riesigen  Kraters Planck, im Bereich zwischen Fechner und Cassegrain. In südlicher Richtung trifft man auf Van Wijk.
Das Kraterinnere wird von einer bis zu 430 m hohen Erhebung durchzogen.
Der Krater wurde 1970 von der IAU offiziell nach dem japanischen Astronomen Hisashi Kimura benannt.